# 中国宗教史
中国最早的宗教可以概括为“敬天法祖”，即对天的崇拜。并于汉朝形成有组织的中国本土宗教——道教。佛教于东汉传入，基督教和伊斯兰教于唐朝传入。现时，中华人民共和国政府承认“五大宗教”即道教、佛教、天主教、新教和伊斯兰教。
自汉代汉武帝建元六年（前135年）“罢黜百家，独尊儒术”以来，中国基本上以儒家思想为国家正统指导思想。虽然有些朝代有崇道，或者崇佛的时期，但是任何一个宗教都没有能力形成像西方和中东那样一教独尊、政教合一的局面。

## 上古

### 原始巫覡宗教
天地崇拜是中国传统宗教的核心，数千年来未曾改变。此外，山川日月星辰等自然神的崇拜也是中国传统宗教的重要部分。

#### 礼乐制度
周朝建立后，周公制定了各种典章制度，整合从前的原始宗教仪式制度（夏禮、殷禮）成为新的社会制度（周禮），以维护封建统治。由于礼崩乐坏的社会变革，导致“文化下移”且“私学勃兴”，各诸侯国争相改革，“诸子百家”实则有上千家，四处游说讲学促使他们独立思考与创造性地探索。孔子面对春秋时期礼崩乐坏的社会乱象，主张恢复礼乐制度才能解决社会问题。

## 東汉

### 道教興起
道教的出现经过了一个漫长过程，最早可以上溯到原始社會中國人的祭天、祭祀自然山川等的活動。战国时期方仙道兴起，西汉谶纬之学盛行，黄老道出现，已經是有組織宗教的萌芽。东汉灵帝时（167年 - 189年）出现的太平道教团组织和《太平经》的流传，标志着有組織的道教最終形成。

#### 五斗米道
五斗米道又稱正一盟威之道（正一道）、天師道，是道教最早的一個派別。據史書記載，在東漢順帝時期，由張道陵在蜀郡鶴鳴山（今四川成都市大邑縣北）創立。據《後漢書》及《三國志》記載，凡入道者須出五斗米，故得此名，同時又被稱為「米巫」、「米賊」或「米道」。另外，也有人認為，這個名稱也可能和崇拜五方星斗（南斗、北斗等）和斗姆有關，五斗米就是「五斗姆」（另一說法是五斗崇拜和蜀地的彌教結合而成，即「五斗彌」教）。因教徒尊張道陵為天師，又稱「天師道」。

### 佛教傳入
东汉永平十年（公元67年），佛教传入中国。佛教虽在汉代已传入中国，但東漢、曹魏、蜀漢、東吳及西晉等政權明令禁止汉人出家为僧，那时的佛教还是胡人的宗教。但是也有少量汉人不顾禁令出家为僧。由于漢室禁教，早年佛教徒為了進入中國，曾依附道教，自稱是「浮屠道」，是道教其中一個分支，提出老子化夷。根據老子化夷說，佛教其實亦源出老子，與道教同源。
永平十年（67年），明帝夜梦金人飞行殿庭，晨问于群臣。太史傅毅答：「西方大圣人，其名曰佛；陛下所梦恐怕是他。」，明帝派遣中郎将蔡愔等十八人前往西域，访求佛道。于西域蔡愔遇竺法兰及摄摩腾两人，得佛像经卷，用白马驮还洛阳，明帝特建白马寺给他们居住。竺法兰与摄摩腾在寺里译出《四十二章经》。

## 魏晋南北朝

### 佛教在魏晋南北朝

#### 汉人佛教的萌芽
后赵建武元年，经佛图澄劝化，後趙正式允许汉人出家，从此佛教於五胡十六國時期及日後的北朝逐步在中原普及，甚至影響南朝。。

#### 梁武帝与范縝
南朝范縝非佛，作《神灭论》，梁武帝崇佛，作敕书《答臣下神灭论》，劝其改变观点。

## 隋唐五代

### 道教

#### 唐高宗追尊老子
由于唐朝皇室姓李，又相传其为老子（李耳）之后，因此道教在唐朝上流社会也很流行。唐高宗追尊老子为太上玄元皇帝。唐玄宗也大力提倡道教，还在科举考试中增设道举。

### 景教傳入
唐贞观九年（635年），大秦国（指波斯而非古罗马）有大德阿罗本带来景教经书到长安，由宰相房玄龄迎接，获唐太宗李世民接见。景教是古代基督教聂斯脱里派在唐朝时的译名。

### 伊斯兰教傳入
唐代時，廣州為對外貿易的主要港口，各國船隻往來頻繁，尤以大食商人最為活躍。由於海陸對外交通發達，連帶使回教傳入中國。

### 摩尼教傳入
中亞地區的摩尼教勢力一度較為興盛，在唐代傳入中國，與景教、祆教並稱為「三夷教」，並藉助回鶻勢力進行傳播，後來在會昌毀佛時遭到禁斷。宋代以後，成為體系的摩尼教組織基本消失，或者混入佛教，甚至連教主摩尼的塑像都被視為釋迦牟尼佛。唯一尚存的是本土化的摩尼教「明教」。

### 佛教在唐朝

#### 七迎佛骨
佛教在唐朝也很兴盛，唐代高僧玄奘赴印度取经，鉴真东渡日本传教。唐皇室七迎佛骨（见法门寺），刑部侍郎韩愈非佛，上书《谏迎佛骨表》。

## 两宋遼金

### 佛教
宋朝管理佛教事務的中央機構是左右街僧錄事，隸屬於鴻臚寺。各州府或大刹設僧政司，管理一境或一寺事務。宋朝佛教宗派以禪宗和淨土宗最為興盛。而禪宗之中又以臨濟、雲門二宗最為繁茂。淨土宗相對禪宗而言更為俗化。原先艱深的理論被闡釋的更加簡單化與口號化。
與唐朝相比，宋朝宗教對社會生活的影響力略有下降，宗教也更加世俗化與漢化。宋朝沿用唐朝的度牒制度，度牒相當於出家許可證，沒有度牒就屬於不合法的「私度」。度牒制度原本是為了控制僧尼和道士人數，限制寺院的規模。但是自宋神宗朝起，為解決財政短缺，政府開始將僧尼道士度牒貨幣化，度牒淪為國家的斂財手段。其後度牒買賣始終參與國家財政運轉，徽宗時期和紹興年間尤為嚴重。

### 道教

#### 道君皇帝宋徽宗
與佛教相比，道教在宋朝變化繁多。宋朝管理道教的機構是禮部所屬的祠部。宋朝道教出現了內丹派南宗、正一道、淨明道和全真道等新的道教教派。最後全國形成了真大道教、正一道和全真教三足鼎立的局面。

## 元朝
成吉思汗信奉萨满教，崇拜“长生天”。元朝皇室祭祖、祭太庙或皇帝驾幸上都时，都由萨满教主持祭祀。成吉思汗和他的继承者对各种宗教采取兼容并蓄的政策。忽必烈时期藏传佛教取代了萨满教在宫廷里的地位。八思巴被奉为国师，曾向忽必烈及其王后、王子等多人灌顶。但底层蒙古人社会仍然大多信奉萨满教。其他民族则信奉伊斯兰教、佛教、道教及基督教等。
元朝僧人有免税免役特权，致使一些不法之徒投机为僧，甚至干预诉讼，横行乡里，成为元代的一个社会问题

### 藏传佛教
楊璉真伽盗墓案。

### 也里可温教
也里可溫教是元代時，對於天主教的稱呼，文字紀錄見於《元史》之中，元代《祥符图经》对民族描述是：“蒙古、畏兀儿、回回、也里可温、河西、契丹、女真、汉人八类”等。「也里可溫」一詞歷來史家均不明其義，直至歷史學家陳垣於1917年作《元也里可溫教考》，明確指出「也里可溫」即「敬拜耶和華者」，也里可溫教為元代傳入之天主教一事，亦正式被中國史學界確實。
13世紀時，蒙古西征，羅馬教廷遂於1245年至1253年間，向蒙古帝國派出道明會及方濟各會的宣教士。1254年，方济各会宣教士吕柏克（鲁不鲁乞）有一机会到達上都和林向大汗蒙哥宣教，但未能成功説服大汗歸向羅馬教廷。
1266年，元世祖忽必烈請馬可波羅之父及叔父返回羅馬，並向羅馬教廷提議派遣一百名宣教士前往中國，然而最後只有二人自願前往，且皆在未抵達中國前折返。及至1289年，羅馬教廷再派方济各会宣教士孟德高維諾前往蒙古帝國。1293年，宣教士孟德高維諾到達元大都拜見忽必烈，並獲准在蒙古帝國宣教，由是開始了天主教（當時稱也里可溫教）在華傳教的歷史。孟德高維諾亦把新約聖經翻譯成蒙古文。1328年，天主教宣教士孟德高維諾死於中國，當時全中國有天主教信徒三萬人。得到元庭之准許終元一代，方济各会不斷派宣教士來華宣教。及至1368年，朱元璋建立明朝，也里可溫教亦隨着蒙古帝國在中国统治的结束而在中国消聲匿跡。

### 白莲教
白蓮教，是跨越多個中國史上朝代的一個秘密民間宗教組織，發展過程中融入了包括彌勒教在內的其他組織的內容，但一般認為主源是源於宋高宗紹興三年（1133年），由茅子元創立的佛教淨土宗分支白蓮宗。因其教徒禁食蔥乳、受持五戒、不殺生不飲酒、其派神職人員不出家且多娶妻生子，常被視為附佛外道和邪教而遭朝廷查禁。白蓮教作為一個秘密民間宗教組織，在歷史上發動多次民變，屢次受到鎮壓。
在元朝時，白蓮教與明教、紅巾軍、彌勒信仰有關。元末白蓮教和明朝建國的關係亦有專書介紹。在明朝以後，接受了羅清的「無生父母」思想，成為了羅教系統的秘密宗教。

## 明朝
明朝在中央设僧录司，处理全国僧务；府设僧纲司，州设僧正司，县设僧会司，分别处理地方各级所管辖的僧务。

### 儒家理学
明朝是一个汉民族复兴时代，针对元朝蒙古人统治的宗教兴盛，明朝反其道而行之，压制宗教，弘扬汉学，特别是以朱熹为代表的儒家理学。但是理学无法彻底摆脱元朝宗教的传统，因而明朝理学产生了十分严重的宗教倾向。任继愈甚至认为儒家在这个时候已经变成宗教。

### 伊斯兰教
部分回族人有传说，认为明初“十大回回保国”，但《明史》等正史中从未记载常遇春、胡大海、蓝玉、沐英、马皇后等人是回回，这种说法仅仅是回族民间传说，缺乏史料支持。
明朝历代统治者对伊斯兰教采取怀柔政策。

### 藏傳佛教格鲁派形成
明初，藏传佛教大师宗喀巴在西藏创格鲁派。

### 天主教
明朝末期，天主教耶稣会教士进入中国。

### 民間秘密宗教的興起
羅教在明代中期由軍人羅清創立，以《苦功悟道卷》等「五部六冊」為主要經書，主張尋求人心本性的覺悟，反對外在的宗教儀式或造像，適合在家修行，信眾以運河水手為主要基礎，會堂遍布大江南北，各自為政，信徒素食、念經，作風平和。在民間，羅清被稱為「羅祖」，地位崇高，羅教也常被民眾視為佛教的一支，信徒眾多，分成多個派系，往往與白蓮教並稱，在山東一度威脅正統佛教的地位，在清代多次受官府取締，被指斥為邪教，支派流衍成長生教、青蓮教、真空教等多個教派。

## 清朝

### 藏傳佛教在清朝
清朝皇室崇奉藏传佛教。

### 汤若望与木陈忞争夺顺治帝
羅馬天主教耶穌會传教士湯若望與佛教禅师木陈忞（道忞）在宮中互相爭勢，争夺顺治帝，最后顺治帝选择了佛教。

### 白莲教等民间宗教
1795年－1804年，四川、陕西、河南和湖北边境地区的白莲教起义。
嘉庆十八年(1813年)白莲教的一个分支“天理教”（又称八卦教）举行武装暴动，冲入紫禁城。

## 中華民國

### 1949年以前
- 儒家宗教化的孔教

- 非基督教运动

## 中華人民共和國
中華人民共和國，執政的中國共產黨為一個無神論的列寧式政黨，有關的宗教體制經常被指出現爭議和醜聞。因而，中華人民共和國經常受到政府體系以外、國際社會及多間媒體與宗教人士的指控，指責中共打壓及控制國內宗教及反對聲音。其中，國際組織自由之家於2017年2月發表了名為《中國靈魂爭奪戰：習近平治下的宗教復興、壓制和抵抗》的宗教自由報告。報告指出，在中共中央總書記習近平領導下，近年中國的宗教管治打壓問題惡化。習近平任內推行「宗教中國化」，自2018年《宗教事務條例》生效後，習近平的宗教中國化政策進一步擴大，全國的清真寺遭到整改和破壞，還禁止穆斯林齋戒。

## 研究書目
- 楊慶堃著，范麗珠等譯：《中國社會中的宗教：宗教的現代社會功能與其歷史因素之研究》（上海：上海人民出版社，2007）。
- 渡邊欣雄著，周星譯：《漢族的民俗宗教——社會人類學的研究》（天津：天津人民出版社，1998）。
- 宗树人：〈民国救世团体与中国救度宗教（页面存档备份，存于）〉。